# Distrikt Colonia

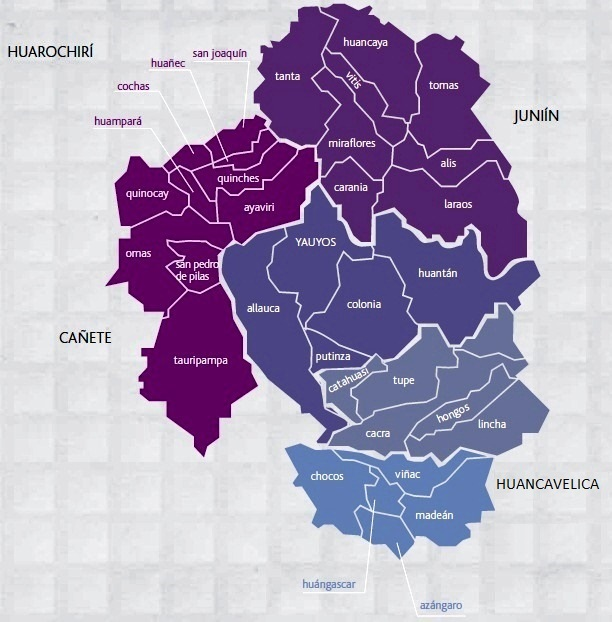
Karte der Provinz Yauyos

Der Distrikt Colonia liegt in der Provinz Yauyos in der Region Lima im zentralen Westen von Peru. Der Distrikt wurde am 15. Juli 1936 gegründet. Er ist der Nachfolger des 1825 gegründeten Distrikts Pampas.
Der Distrikt Colonia besitzt eine Fläche von 346 km². Beim Zensus 2017 wurden 1226 Einwohner gezählt. Im Jahr 1993 lag die Einwohnerzahl bei 1540, im Jahr 2007 bei 1439. Sitz der Distriktverwaltung ist die 3388 m hoch gelegene Ortschaft Colonia (oder Pampas) mit 139 Einwohnern (Stand 2017). Colonia befindet sich 19,5 km südlich der Provinzhauptstadt Yauyos.

## Geographische Lage
Der Distrikt Colonia befindet sich in der peruanischen Westkordillere zentral in der Provinz Yauyos. Er misst in Ost-West-Richtung 31 km, in Nord-Süd-Richtung 23 km. Der nach Süden strömende Río Cañete begrenzt den Distrikt im Westen. Dessen Nebenfluss Quebrada Pampas durchquert den Süden des Distrikts in westlicher Richtung. In deren Quellgebiet befindet sich der abflussregulierte See Laguna Huancarcocha. Im Osten erheben sich mehrere Berge, darunter der 5399 m hohe Nevado Upianca.
Der Distrikt Colonia grenzt im Südwesten an den Distrikt Putinza, im Westen und im Norden an den Distrikt Yauyos, im Nordosten an den Distrikt Huantán sowie im östlichen Süden an die Distrikte Tupe und Catahuasi.

## Ortschaften
Im Distrikt gibt es neben dem Hauptort folgende weitere Ortschaften:
- Bellavista (oder Santa Rosa de Bellavista)
- Casinta
- Oyunco
- Poroche
- Quisque
- San Pedro de Cusi